# Polana Serena Hotel
O Hotel Polana é um hotel histórico localizado na cidade Maputo, a capital de Moçambique. Construído em 1922, o hotel mantém sua decoração clássica mesmo depois de suas restaurações.
Um majestoso edifício colonial debruçado sobre a baía de Maputo, desenhado nos anos 20 pelo arquiteto inglês Herbert Baker, continuando a ser hoje, como ontem, um símbolo da cidade.